# سكوت أندرسون
سكوت أندرسون (بالإنجليزية: Scott Anderson)‏ هو لاعب كرة قاعدة أمريكي، ولد في 1 أغسطس 1962 في كورفاليس في الولايات المتحدة.

## وصلات خارجية
- سكوت أندرسون على موقع دوري كرة القاعدة الرئيسي (الإنجليزية)
- سكوت أندرسون على موقع الدوري الياباني لكرة القاعدة (الإنجليزية)
- سكوت أندرسون على موقعبيزبول رفرنس.كوم (الدوري الرئيسي) (الإنجليزية)
- سكوت أندرسون على موقعبيزبول رفرنس.كوم (الدوري الثانوي) (الإنجليزية)
- سكوت أندرسون على موقع إي إس بي إن.كوم (أم.أل.بي) (الإنجليزية)
- سكوت أندرسون على موقع مشجعي الرسوم البيانية (الإنجليزية)